# Entada pervillei
Entada pervillei är en ärtväxtart som först beskrevs av Wilhelm Vatke, och fick sitt nu gällande namn av René Viguier. Entada pervillei ingår i släktet Entada och familjen ärtväxter. Inga underarter finns listade i Catalogue of Life.